# Johanna Priglinger
Johanna Priglinger (19 de Outubro de 1986 – 13 de Novembro de 2022) foi uma política austríaca. Membro do Partido Popular Austríaco, desempenha funções no Landtag da Alta Áustria de 2013 a 2015.
Priglinger faleceu a 13 de Novembro de 2022, aos 36 anos.
Foi condecorada com a Medalha de Mérito de Ouro do Estado da Alta Áustria em 2016.